# 65 Большой Медведицы
65 Большой Медведицы (лат. 65 Ursae Majoris) — кратная звезда в созвездии Большой Медведицы на расстоянии приблизительно 690 световых лет (около 210 парсеков) от Солнца.
Первый и второй компоненты (DN Большой Медведицы (лат. DN Ursae Majoris), HD 103483) — двойная затменная переменная звезда типа Алголя (EA). Видимая звёздная величина звезды — от +6,73m до +6,63m. Орбитальный период — около 1,7304 суток.
Орбитальный период 3-го компонента — около 641 суток (1,75 года), 4-го — около 118,2 лет (удалён на 0,18 угловой секунды). 5-й компонент удалён на 3,4 угловых секунды, 6-й — на 63 угловых секунды. Видимая звёздная величина 5-го компонента — +8,3m. Видимая звёздная величина 6-го компонента — +6,965m.

## Характеристики
1-й компонент (65 Большой Медведицы Aa1) — белая звезда спектрального класса A3Vn или A7. Масса — около 1,74 солнечной, радиус — около 1,86 солнечного. Эффективная температура — около 8350 К.
2-й компонент (65 Большой Медведицы Aa2) — белая звезда спектрального класса A3Vn или A7. Масса — около 1,71 солнечной, радиус — около 1,81 солнечного. Эффективная температура — около 7948 К.
3-й компонент (65 Большой Медведицы Ab) — белая звезда спектрального класса A3.
4-й компонент: 65 Большой Медведицы B.
5-й компонент: 65 Большой Медведицы C, TYC 3452-2143-1.
6-й компонент (65 Большой Медведицы D, HD 103498) — белая звезда спектрального класса A0p или F0IVspCrSrEu. Радиус — в среднем около 4,475 солнечных. Эффективная температура — в среднем около 9400 К.